# André Berger
André Léon Georges Berger (Acoz, 30 juli 1942) is een Belgische hoogleraar en klimatoloog. Hij is vooral bekend om zijn belangrijke bijdrage aan ontwikkeling van de astronomische theorie van paleoklimaten en als een pionier van de interdisciplinaire studie van klimaatdynamiek en -geschiedenis.

## Biografie
André Berger is opgeleid in wiskunde en heeft een doctoraat in de wetenschappen van de Université catholique de Louvain (1973) en een master in de meteorologie van het Massachusetts Institute of Technology (1971). Hij ontving een eredoctoraat van de Université d'Aix-Marseille III (1989), de Université Paul Sabatier de Toulouse (1999) en de Faculté Polytechnique de Mons (2004). Hij is anno 2019 emeritus professor en senior onderzoeker aan de UCL.
André Berger is een bekende figuur op het gebied van paleoklimatologie. Hij is een van de pioniers die deelnam aan de renaissance van de astronomische theorie van paleoklimaat (ook bekend als de Milankovitch-theorie) in de jaren 1970, en aan de promotie en ontwikkeling ervan in de volgende decennia. Hij heeft deze theorie vernieuwd en de nauwkeurigheid verbeterd van de langetermijnvariaties van de astronomische parameters die zijn gebruikt voor de berekening van de inkomende zonnestraling (insolatie) in de afgelopen en volgende miljoenen jaren. Hij werd bekend in 1977 voor zijn paper in Nature en later in de Journal of Atmospheric Physics (1978), waarin alle spectrale componenten van de lange termijn variaties van excentriciteit, axiale kanteling en klimatologische precessie werden geleverd. Zijn bijdragen hebben een sleutelrol gespeeld bij de kalibratie van de tijdschaal en de interpretatie van de paleoklimaatrecords en bij het modelleren van de glaciaal-interglaciale cycli. Hij heeft voornamelijk gewerkt aan de simulatie van klimaten uit het verleden en de toekomst in nauwe samenwerking met natuurkundigen en geologen wereldwijd. Hij stond aan de basis van het allereerste aardemodel van gemiddelde complexiteit.
Hij was hoogleraar meteorologie en klimatologie aan de UCL, maître de conférences aan de Universiteit van Luik, waar hij in 1989 de Francquileerstoel bezette, gastprofessor aan de Vrije Universiteit Brussel, en werd uitgenodigd voor vele andere universiteiten in Europa, Amerika en Azië. Hij werd uitgenodigd om de Union Lecture van de International Union of Geodesy and Geophysics (IUGG) te geven in 1987, de Society Lecture of European Geophysical Society (EGS) in 1994 en de Slichter Lecture aan de Universiteit van Californië in Los Angeles in 2001. Hij was voorzitter van het Instituut voor Astronomie en Geofysica Georges Lemaître van 1978 tot 2001, een periode waarin hij daar begon met het ontwikkelen van klimaatonderzoek. Hij was de promotor van 22 doctoraatsthesissen en blijft als jurylid dienen voor academische benoemingen en habilitatie.
Hij is de auteur van "Le Climat de la Terre - un passé pour quel avenir?" Hij begon al in de jaren zeventig bij te dragen aan het bewustzijn van de samenleving voor de opwarming van de aarde en de impact van menselijke activiteiten op de klimaatverandering.

## Werk
Het onderzoeksgebied van André Berger is geowetenschappen en meer specifiek de astronomische theorie van paleoklimaten en klimaatmodellering. In de jaren zeventig verbeterde hij de nauwkeurigheid van langetermijnvariaties van schuine stand en klimatologische precessie die werden gebruikt voor het berekenen van de inkomende zonnestraling. Hij berekende de perioden die de variaties van de astronomische parameters karakteriseren, tonend dat, naast de bekende 40ka-periode van obliquiteit (ka = duizend jaar) en 21ka-periode van klimatologische precessie, er perioden zijn van 400 ka, 125 ka, 95 ka en 100 ka in excentriciteit, van 54 ka in schuine stand en van 23 ka en 19 ka in klimatologische precessie. Onder leiding van Nicholas Shackleton droeg hij bij aan het verbeteren van de leeftijd van de omkering van Brunhes-Matuyama. Hij identificeerde de instabiliteit van de astronomische perioden en het bestaan van een 1,3Ma-periode (Ma = miljoen jaar) in de amplitudemodulatie van obliquiteit. Hij demonstreerde de relatie tussen de verschillende perioden van de astronomische parameters, schatte de waarde van deze astronomische perioden over tientallen tot honderden miljoenen jaren, en toonde de oorsprong van de 100ka-periode in de astronomie en, onder leiding van J. Imbrie, in paleoklimaten. Hij leverde een gemakkelijk te hanteren en nauwkeurige berekening van de langetermijnvariaties van de dagelijkse, seizoensgebonden en calorische bestralingen. Met zijn team ontwikkelde hij een van de eerste Earth Model of Intermediate Complexity (EMIC's). Op basis van dergelijke klimaatmodellen toonde hij het belang van de variaties op lange termijn van de zonnestraling om de glaciaal-interglaciale cycli te simuleren, de mogelijke uitzonderlijke lengte van onze interglaciale, het belang van de 400ka-periode bij het zoeken naar analogen van ons huidige en toekomstige klimaat, de relatieve rol van de meerdere feedbacks betrokken bij de verklaring van de glaciaal-interglaciale cycli, in het bijzonder waterdamp. Meer recent startte hij onderzoek naar de oorsprong van de Oost-Aziatische zomermoesson in China en begon hij te werken aan de diversiteit van het klimaat gedurende de laatste negen interglacialen.

## Functies
André Berger heeft in vele internationale organisaties gediend die betrokken zijn bij de ontwikkeling van hedendaags en verleden klimaatonderzoek. Hij was voorzitter van de Internationale Klimaatcommissie van de Internationale Unie van Geodesie en Geofysica (1987-1993) en van de Paleoklimaatcommissie van de Internationale Unie van Quaternair Onderzoek (1987-1995); voorzitter van de European Geophysical Society (2000–2002), co-maker van de European Geosciences Union, waarvan hij erevoorzitter is; lid van de eerste wetenschappelijke stuurgroep van het internationale programma voor geosfeer-biosfeer bij wereldwijde veranderingen in het verleden (1988-1990), commissie die aan de oorsprong ligt van PAGES. In 1991 was hij de initiatiefnemer van het Paleoclimate Modelling Intercomparison Project (PMIP).
Voor de Commissie van de Europese Gemeenschappen was hij voorzitter van de Coördinatiegroep Klimaatprocessen en klimaatverandering van het programma Climatology and Natural Hazards (1988-1992), van de externe adviesgroep voor wereldwijde verandering, klimaat en biodiversiteit (2000-2002) en lid van de Contactgroep van het Klimaatprogramma voor de wederopbouw van het verleden, klimaatmodellen en antropogene effecten op het klimaat van 1980 tot 1983 (groepen die aan de basis liggen van het CEC-kaderprogramma).
Voor het Wetenschappelijk Comité van de NAVO was hij voorzitter van de speciale programmapanels voor de wetenschap van mondiale milieuverandering (1992) en van lucht-zee-interacties (1981) en van het programma-adviescomité van de internationale technische vergadering over luchtverontreinigingsmodellering en zijn toepassingen (1980-1985).
Hij was ook lid van commissies die belast waren met het adviseren van beleidsmakers en wetenschappelijke instellingen, met name het Europees Milieuagentschap (EER, 2002-2009), de European Science Foundation (ESF), Gaz de France (1994-1999) en Électricité de France (1998-2009). Hij was lid van het wetenschappelijk comité van universiteiten en onderzoeksinstituten, waaronder Laboratoire des sciences du climat et de l'environnement, Laboratoire de Météorologie Dynamique, Département Terre-Atmosphère-Océan de l'Ecole Normale Supérieure, Institut Paul Simon Laplace et Collège de France in Parijs, Laboratoire de Glaciologie et de Géophysique de l'Environnement en de Europese Universiteit en Wetenschappelijke pool van Grenoble, LEGOS in Toulouse, Météo-France, Hadley Centre for Climate Prediction and Research in Great-Britain en Beijing Normal University. Hij is stemgerechtigd lid van de BAEF (Belgian American Educational Foundation, Herbert Hoover Commission for Relief in België), waar hij fellow was in 1970-1971.
Hij heeft internationale bijeenkomsten georganiseerd en voorgezeten, waaronder de eerste internationale school voor klimatologie over klimatologische variaties en variabiliteit, feiten en theorieën in het Ettore Majorana Center van Erice op Sicilië, van 9 tot 21 maart 1980, het symposium Milankovitch en Klimaat (met J. Imbrie) in het Lamont Doherty Geological Observatory van 30 november tot 3 december 1982, de tiende algemene vergadering van de European Geophysical Society in Louvain-la-Neuve van 30 juli tot 4 augustus 1984, het IUGG-symposium. Bijdrage van geofysische wetenschappen aan klimaatveranderingsstudies in Vancouver in augustus 1987, het symposium Klimaat en geowetenschappen, een uitdaging voor wetenschap en maatschappij voor de 21ste eeuw in Louvain-la-Neuve in mei 1988, het symposium Klimaat en ozon aan het begin van het derde millennium ter ere van Paul Crutzen, Nobelprijs 1995, van Willi Dansgaard en Nicholas Shackleton, Crafoordprijs 1995 en, met Claude Lorius, Tyler Prijs voor Milieu 1996, de Milutin Milankovitch verjaardagssymposia in Belgrado in 2004 en 2009, de eerste Colloque à l'étranger du Collège de France in het Palais des Académies in Brussel op 8-9 mei 2006 (met J. Reisse en Jean-Pierre Changeux), de derde von Humboldt internationale conferentie over de Oost-Aziatische moesson, verleden, heden en toekomst, aan de Chinese Academie van Wetenschappen in Beijing van 24 tot 30 augustus 2007 (met Z. Ding). In 2009 is ter ere van hem een speciale uitgave van Climate of the Past gemaakt, waarvan het voorwoord is gewijd aan zijn werken.
In België is hij mede-oprichter (met Alain Hubert en Hugo Decleir, 1999) en lid van de Raad van Bestuur van de International Polar Foundation, lid van Mgr. Lemaître Foundation (1995), lid van Fonds Léopold III de Belgique voor de Exploratie en behoud van de natuur, van de Wetenschappelijke Raad van GreenFacts, beheerder van de Fondation Hoover Louvain en lid van het National Committee of Geodesy and Geophysics (IUGG), waarvan hij voorzitter was van 2000 tot 2004, van het National Committee of the International Geosphere -Biospere Program on Global Change (IGBP), van het Nationaal Comité voor Quaternair Onderzoek (BELQUA), het Nationaal Comité voor Antarctisch Onderzoek (SCAR) en het Nationaal Comité van het Wetenschappelijk Comité voor milieuproblemen (SCOPE).

## Prijzen
- 2010 Prix Georges Lemaître van de Amis et Anciens de l'UCL en van de Fondation Louvain
- 2008 Winnaar van een Advanced Investigators Grant van de European Research Council
- 2007 Buitenlands lid van de Academie van Wetenschappen van de Royal Society of Canada (MSRC-FRSC)
- 2006 Buitenlands lid van de Servische Academie voor Wetenschappen en Kunsten
- 2004 Speciale erkenning voor vooraanstaande Belgische wetenschappers van de World Cultural Council
- 2003 geassocieerd lid van de Royal Astronomical Society, Londen
- 2003 Lid van de 'Académie Nationale de l'Air et de l'Espace in Toulouse
- 2002 Lid van de Koninklijke Academie der Wetenschappen, Letteren en Schone Kunst van België
- 2001 Europese Latsis-prijs[30]
- 2000 Membre associé étranger de l'Académie des Sciences de Paris (Frankrijk)
- 1997 Buitenlands lid van de Koninklijke Nederlandse Akademie van Wetenschappen[31]
- 1999 Fellow van AGU
- 1995 Vijfjaarlijkse A. De Leeuw-Damry-Bourlartprijs van de Belgische Nationale Fondsen voor Wetenschappelijk Onderzoek voor 1991-1995.
- 1994 Norbert Gerbier-Mumm International Award van de World Meteorological Organisation (1994).[32]
- 1994 Milutin Milankovic Medal van de European Geophysical Society (1994).[33]
- 1989 Lid van Academia Europaea
- 1989 Golden Award van de European Geophysical Society (EGS)
- 1987 Erelid van de European Geophysical Society (EGS)
- 1987 Buitenlands lid van de Koninklijke Nederlandse Akademie van Wetenschappen
- 1984 Charles Lagrangeprijs van de Klasse der Wetenschappen van de Koninklijke Academie der Wetenschappen, Letteren en Schone Kunst van België
- 1980 Prijs van de eerste biënnale van de Societa Italiana di Fisica
- Hij is Officier van het Erelegioen (2010), Groot-officier van de Kroonorde (2007) en Officier van de Leopoldsorde (1989)
- Hij maakt deel uit van het postzegelvel "This is Belgium 2007" met acht andere Belgische wetenschappers en van de Gallery of Geniuses van de Coimbra Group Universities aan de Universiteit van Jena. In 2008 was hij een van de 35 grootste Belgische wetenschappers geselecteerd door de Belgische Universiteiten en Eos Science.
- Hij ontving de zilveren medaille van zijne heiligheid paus Paulus VI in 1979.
- Hij werd Ridder gemaakt door koning Albert II. Zijn motto is Lux Scientia et Labore .